# Литвинов, Юрий Геннадьевич
Юрий Геннадьевич Литвинов (род. 6 мая 1978 года Караганда, КССР, СССР) — казахстанский фигурист.

## Карьера
Трёхкратный чемпион Казахстана. Участник нескольких чемпионатов мира и чемпионатов четырёх континентов.
Участник Олимпиады-1998 в Нагано, где был 28-м в квалификации.